# 戈讷维尔
戈讷维尔（法語：Gonneville，法語發音：[ɡɔnvil]）是法国芒什省的一个旧市镇，属于瑟堡区。2016年，戈讷维尔与市镇勒泰伊合并为新市镇戈讷维尔-勒泰伊，戈讷维尔为新市镇行政中心。

## 地理
戈讷维尔（49°38'7"N, 1°28'24"W）面积15.36 平方千米，位于法国诺曼底大区芒什省，该省份为法国西北部沿海省份，西、北、东北三面环大西洋，东起顺时针与卡爾瓦多斯省、奧恩省、马耶讷省和伊勒-维莱讷省接壤。
与戈讷维尔接壤的市镇（或旧市镇、城区）包括：勒泰伊。

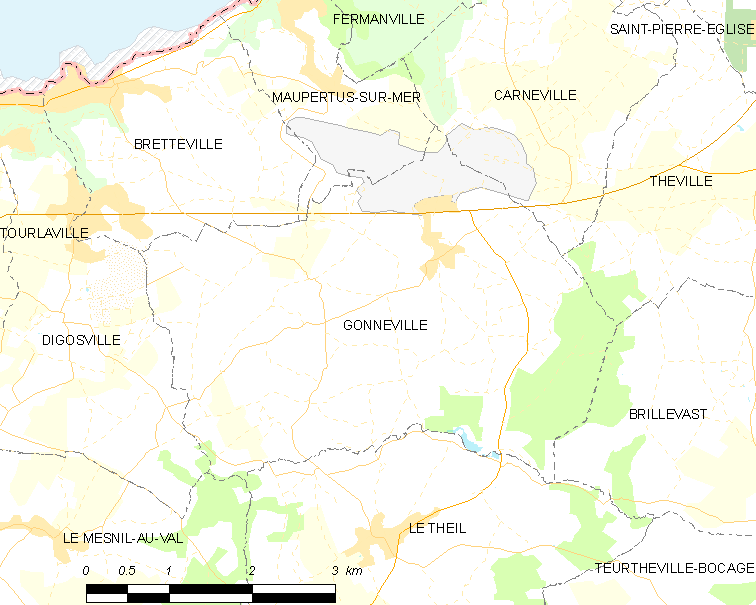
戈讷维尔的OSM定位图

戈讷维尔的时区为UTC+01:00、UTC+02:00（夏令时）。

## 行政
戈讷维尔的邮政编码为50330，INSEE市镇编码为50209。

## 政治
戈讷维尔所属的省级选区为赛尔河谷县。

## 人口

1962-2008年间戈讷维尔人口变化图示

戈讷维尔于2018年1月1日时的人口数量为879人。